# A magyar női labdarúgó-válogatott mérkőzései 2002-ben
A magyar női labdarúgó-válogatott  az év első felében öt mérkőzést vívott, ebből négy Európa-bajnoki selejtező volt. A mérleg: öt győzelem.
Szövetségi edző:
- Bacsó István

## Mérkőzések
| 123. mérkőzés 2002. március 27. | Magyarország                                                                                | 7 – 1             | Szlovénia                 | Hévíz Nézőszám: 500 Játékvezető: Gaál Gyöngyi (HUN) |
| 123. mérkőzés 2002. március 27. | Pádár 5' 27' (11-esből) 40' 87' Milassin 55' Szabó I. 60' Markó 62' Tóth A. 82' Nagy A. 85' | (3 – 0) Részletek | Govek 47' 53' Bogolin 56' | Hévíz Nézőszám: 500 Játékvezető: Gaál Gyöngyi (HUN) |

| 124. mérkőzés 2002. április 13. Eb-selejtező | Bosznia-Hercegovina | 0 – 11            | Magyarország                                                                  | Szarajevó Nézőszám: 800 Játékvezető: U. Wrona (POL) |
| 124. mérkőzés 2002. április 13. Eb-selejtező |                     | (0 – 4) Részletek | Pádár 10' 40' 68' Sebestyén 23' 50' Ruff 32' Bökk 54' 62' 74' 80' Tóth A. 70' | Szarajevó Nézőszám: 800 Játékvezető: U. Wrona (POL) |

| 125. mérkőzés 2002. április 22. Eb-selejtező | Fehéroroszország            | 2 – 4             | Magyarország                                     | Torpedo stadion, Minszk Nézőszám: 1 500 Játékvezető: Martina Storth (GER) |
| 125. mérkőzés 2002. április 22. Eb-selejtező | Asztasova 11' Nahornaja 87' | (1 – 1) Részletek | Sebestyén 39' Tóth A. 54' Szabó I. 64' Pádár 76' | Torpedo stadion, Minszk Nézőszám: 1 500 Játékvezető: Martina Storth (GER) |

| 126. mérkőzés 2002. május 4. Eb-selejtező | Magyarország                      | 3 – 1             | Szlovákia                    | Győr Nézőszám: 500 Játékvezető: Djaleva (BUL) |
| 126. mérkőzés 2002. május 4. Eb-selejtező | Nagy A. 18' Szabó I. 52' Bökk 70' | (1 – 0) Részletek | Matysová 67' Mackovicová 89' | Győr Nézőszám: 500 Játékvezető: Djaleva (BUL) |

| 127. mérkőzés 2002. május 23. Eb-selejtező | Magyarország                 | 4 – 1             | Törökország          | Megyeri út, Budapest Nézőszám: 1 500 Játékvezető: Focic (CRO) |
| 127. mérkőzés 2002. május 23. Eb-selejtező | Pádár 1' 27' Nagy A. 10' 46' | (3 – 0) Részletek | Özder 60' Eryurt 75' | Megyeri út, Budapest Nézőszám: 1 500 Játékvezető: Focic (CRO) |

| 128. mérkőzés 2002. augusztus 24. | Magyarország                     | 3 – 5             | Jugoszlávia | Szombathely |
| 128. mérkőzés 2002. augusztus 24. | Ruff 51' Sebestyén 55' Markó 82' | (0 – 0) Részletek | ?           | Szombathely |